# 弗罗茨瓦夫火车总站
弗羅茨瓦夫火車總站 （波蘭語：Wrocław Główny） 位於波蘭弗羅茨瓦夫西南邊，是該城市最重要也是最大的鐵路車站。車站建造於19世紀中葉普魯士統治時期，原名為布雷斯勞中央火車站，二戰後弗罗茨瓦夫成為波蘭領土，車站也更改為現名。弗罗茨瓦夫火车总站同時也是下西里西亞省最重要的車站，匯集了數條鐵路路線於此。

## 車站構造
主要大門位在車站北面的畢蘇斯基街（波蘭語：ulica Piłsudskiego），另外兩個在大廳兩端，後門位於Sucha街的南邊。該車站擁有六個平行月台，（1至4月台擁有兩股軌道，第5月台擁有一條長軌與一條短軌，第6月台則只有一條軌道）。每個月台有兩個地下道連接至大廳。

## 歷史

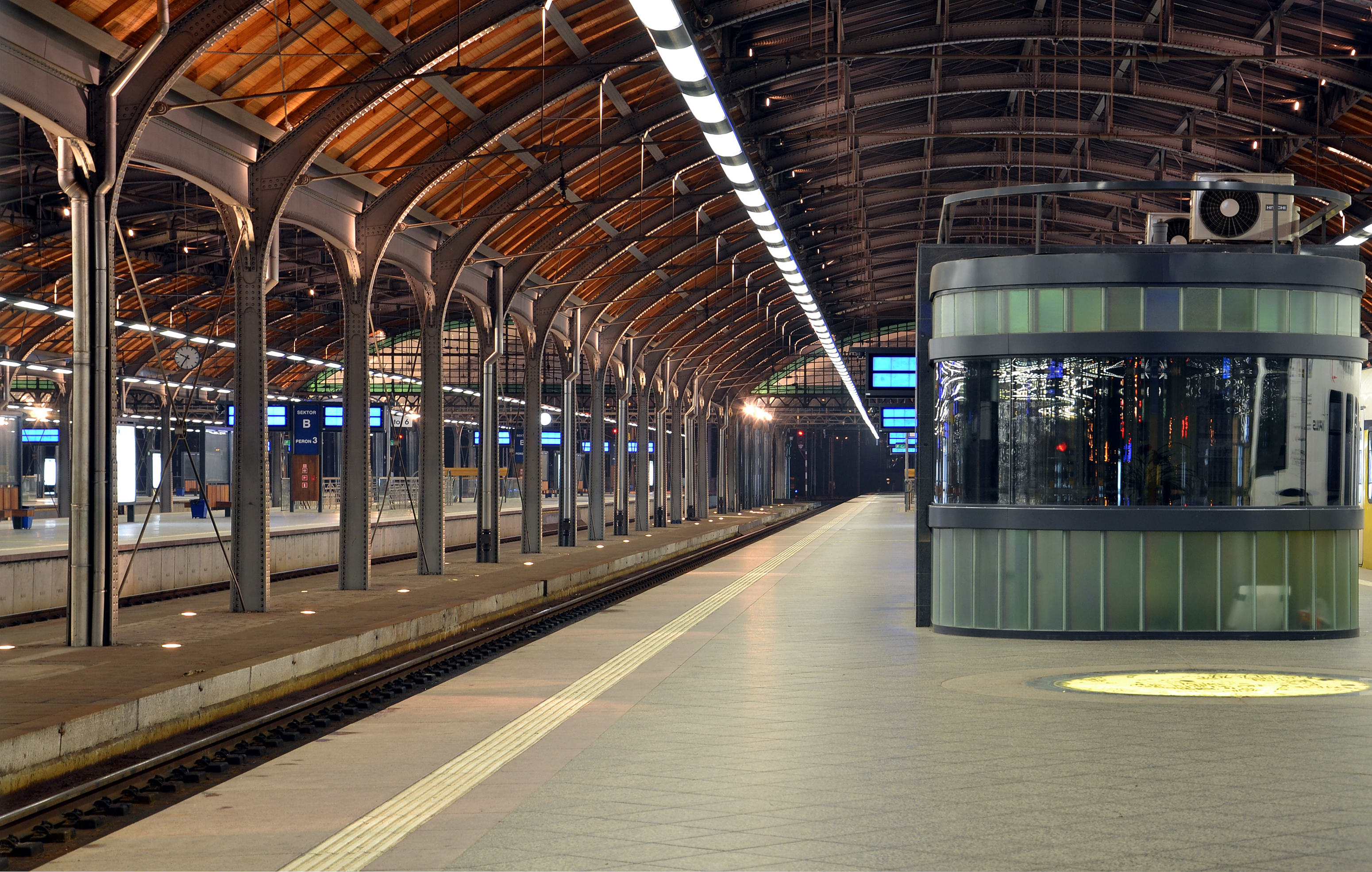
車站月台

車站始建於1855至1857年，為Oberschlesische Eisenbahn（上西里西亞鐵路）的始發站，路線從弗羅茨瓦夫至格沃古夫與波茲南。它取代了早期的 Oberschlesischer Bahnhof（上西里西亞省, 建於1841-1842）。設計者為普魯士的建築師威廉·格拉波，在19世紀中選定於城市南邊尚未都市化的區域做為車站位置。
19世紀中葉建成後，車站原先仅有一個200公尺長的月台，在當時被認為是歐洲地區最大的車站建築之一。在入口處有行李寄存櫃、電話和電報設施。車站內有一間餐廳和三間等候室（分成一等、二等、三等），還有一個特別的房間及一個單獨的VIP廂房。
19世紀後期，隨著德意志帝國政府大量投資鐵路建設，弗羅茨瓦夫車站的規模也因此被擴大。隨著城市開始向南邊發展，車站周邊的房地產價格也隨之上漲。1899年擴建五個新的月台，其中四個被一個大屋頂覆蓋，最後車站內的乘客月台增至13個，主大廳的門面在1899年至1904年間進行改造。
1943年4月23日二戰期間，波蘭抵抗組織Zagra-Lin成功地在該車站對納粹部隊的運輸進行了攻擊，在納粹德國被擊敗之後建造了一個紀念此行動的紀念碑。二戰結束後布雷斯勞被歸還給波蘭，布雷斯勞中央火車站改名為弗羅茨瓦夫中央火車站。
1967年1月8日，波蘭的著名演員兹比格涅夫·齐布尔斯基在月台試圖跳上一輛已啟動的火車，但不慎失足，最後慘死於輪下，1997年，在這個事件發生30週年之際，電影導演安德烈·華依達在當時事故發生的第三月台立了一塊紀念牌。
在2010至2012年間，為了即將到來的2012年歐洲國家盃錦標賽，車站進行了大幅的翻新。

## 配置路線
- 132 比托姆（英语：Bytom railway station） - 弗羅茨瓦夫
- 271 弗羅茨瓦夫 - 波茲南
- 273 弗羅茨瓦夫 - 什切青
- 276 弗羅茨瓦夫 - 緬濟萊謝（波兰语：Międzylesie (stacja kolejowa)）
- 285 弗羅茨瓦夫 - 希維德尼察-Kraszowice（波兰语：Świdnica Kraszowice）

## 車站服務
弗羅茨瓦夫車站由PKP Intercity、Polregio、下西里西亞鐵路和瓦維爾鐵路所營運。

## 圖集

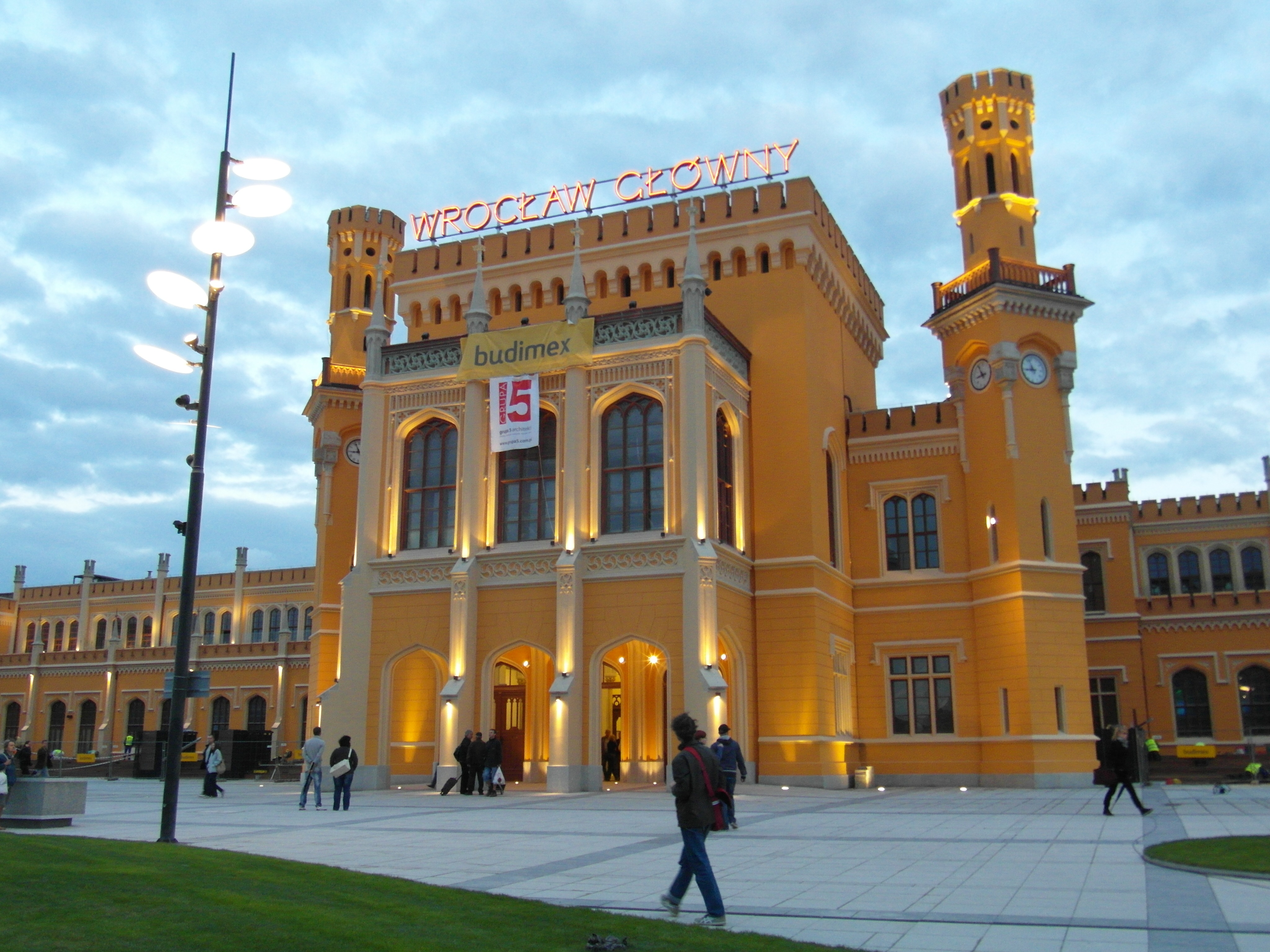
車站正面
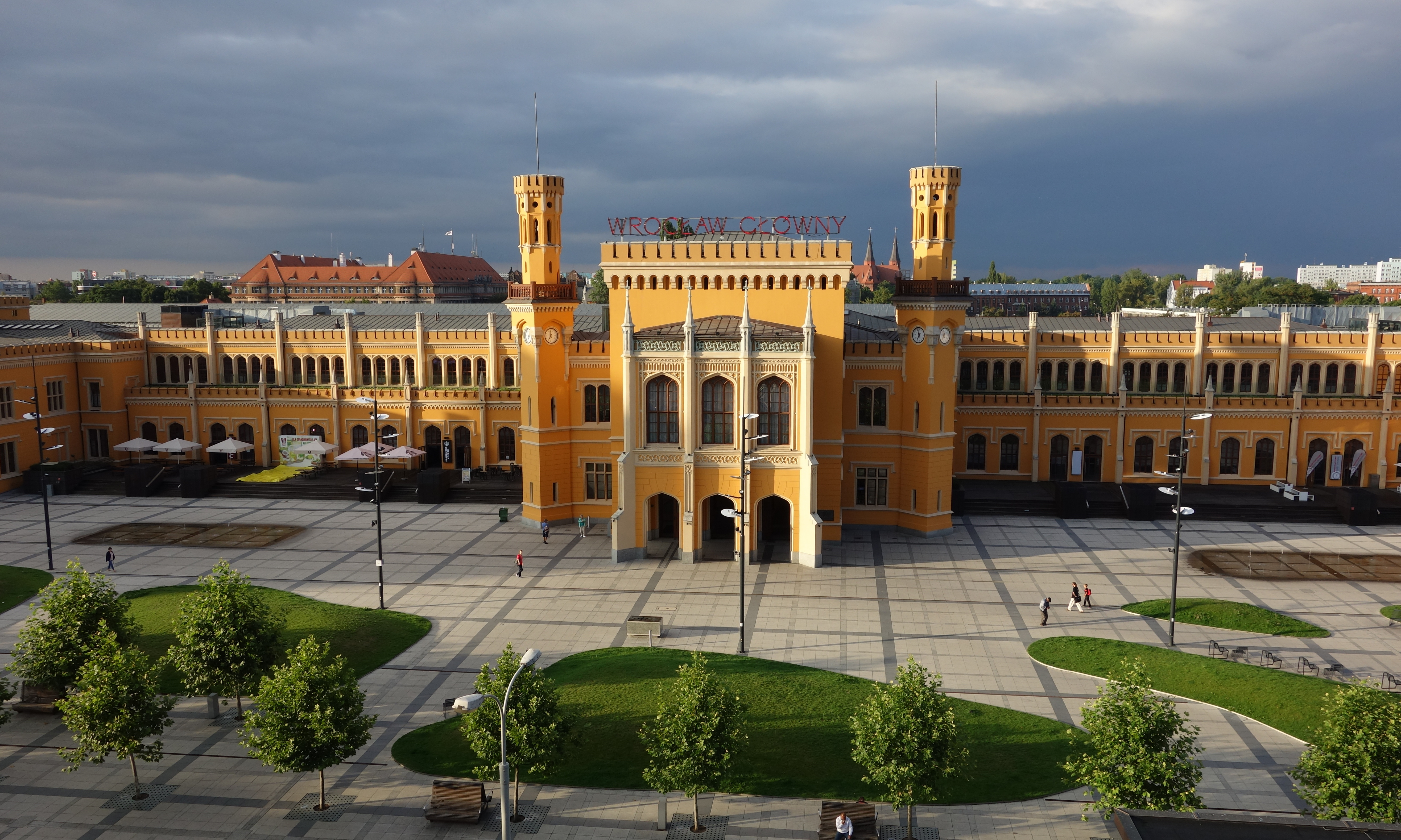
站前廣場
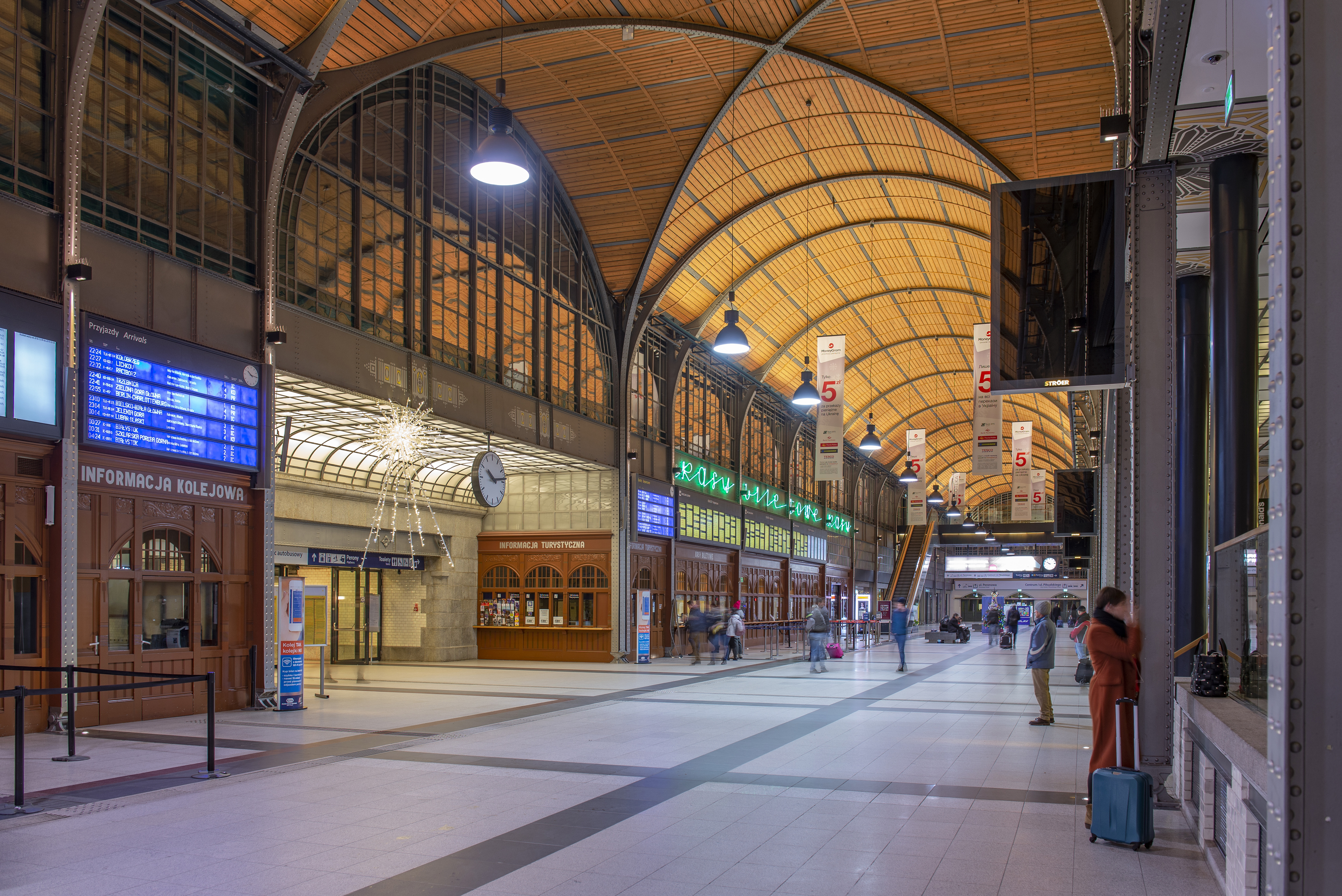
車站大廳
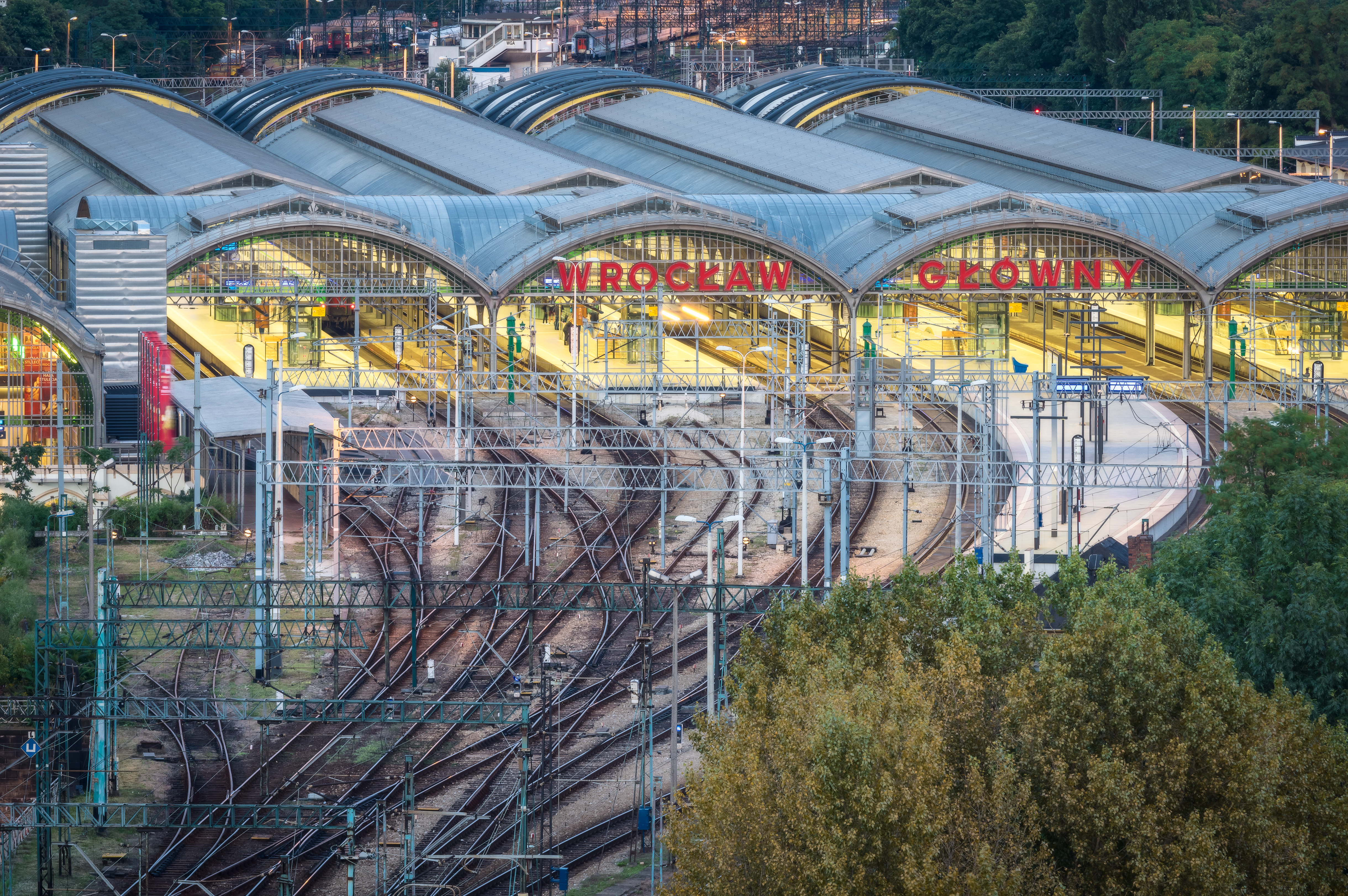
空照視角
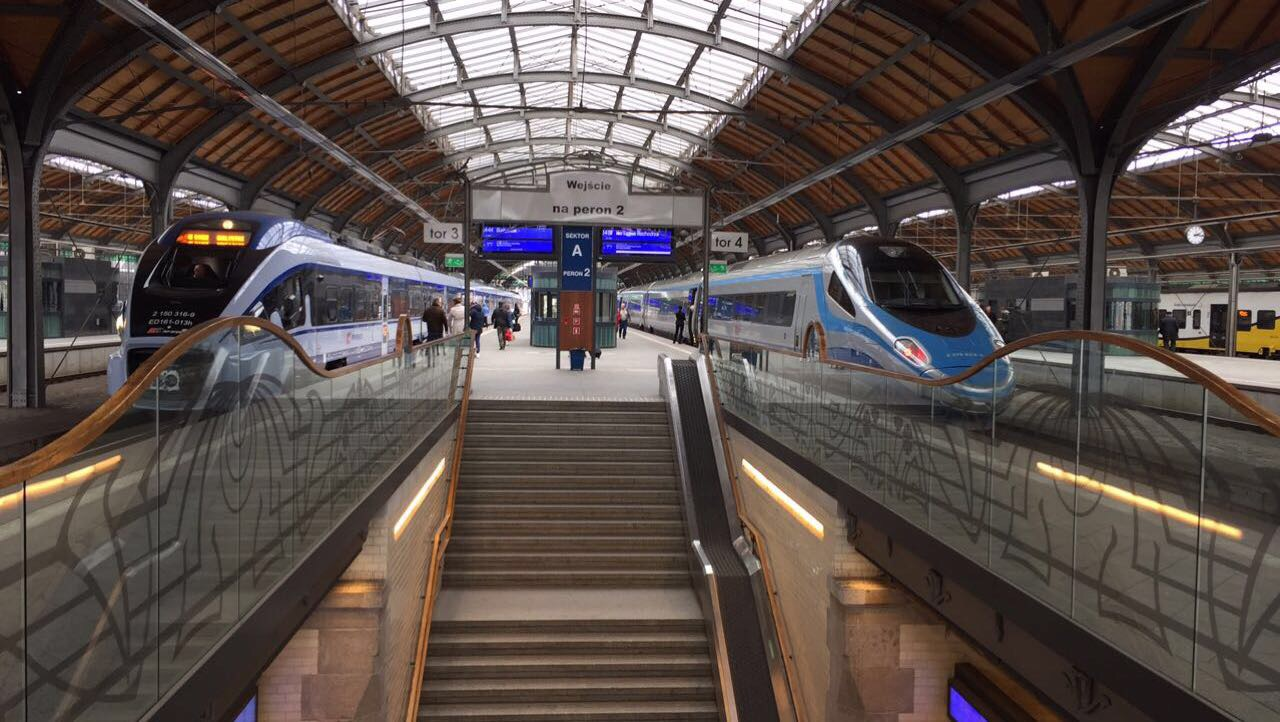
第二月台
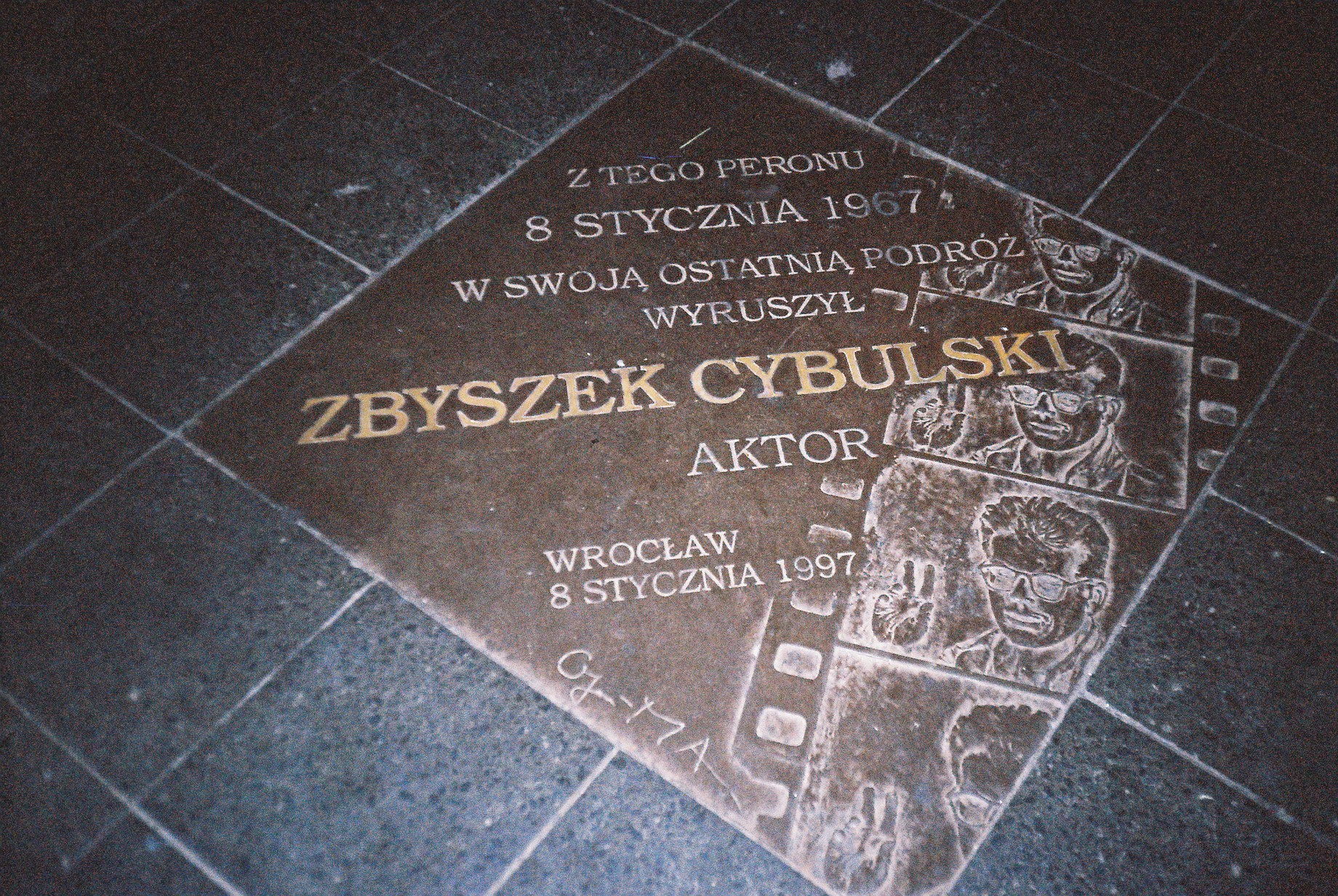
位於第三月台的兹比格涅夫·齐布尔斯基（英语：Zbigniew Cybulski）紀念牌

## 外部連結
- 维基共享资源上的相關多媒體資源：弗罗茨瓦夫火车总站
- Transport in Wroclaw （页面存档备份，存于）
- Photos of the station （页面存档备份，存于）
- Revitalisation website （页面存档备份，存于）（波兰語）
- Latest photos from revitalisation site （页面存档备份，存于）